# Ким Кардашијан, суперзвезда
Ким Кардашијан, суперзвезда (енгл. Kim Kardashian, Superstar) амерички је порнографски филм из 2007. године у ком наступају телевизијска личност Ким Кардашијан и певач-глумац Ray J. Приказује пар који има сексуалне односе у октобру 2002. године током одмора у Кабо Сан Лукасу.

## Позадина
Филм приказује Ким Кардашијан и Ray J-а у октобру 2002. године у луксузном одмаралишту Есперанза у Кабоу, на 22. рођендан Кардашијанове. Ray J је снимао снимак ручном камкордером, као и „зезање” с Кардашијановом, а такође и сексуалне односе.
Кардашијанова је била релативно непозната пре објављивања снимка. Била је позната углавном као ћерка Роберта Кардашијана, који је био бранилац О. Џ. Симпсона током суђења за убиство за које се Симпсон теретио 1995. године. Такође је била позната и као пријатељица и лична стилисткиња Парис Хилтон након што се појавила у четири епизоде серије Једноставан живот од 2003. до 2006. године. Упознала је Ray J-а 2002. године, док је радила као лична помоћница његове сестре, Бренди Норвуд.
У децембру 2018. Кардашијанова је тврдила да је била по утицајем екстазија (МДМА) док је снимак сниман.